# Hoxie (Kansas)
Hoxie település az Amerikai Egyesült Államok Kansas államában, Sheridan megyében, melynek megyeszékhelye is. Lakosainak száma 1211 fő (2020. április 1.).

## Népesség
A település népességének változása:

| 2010 | 1 201 |
| 2020 | 1 211 |